# سوني اريكسون اكسبيريا اكس 10
سوني اريكسون اكسبيريا اكس 10 (بالإنجليزية: Sony Ericsson Xperia X10)‏ هو هاتف ذكي من إنتاج شركة سوني إريكسون وعلامة فارقة في سلسة اكسبيريا. إنه أول هاتف من سوني اريكسون يعتمد على نظام التشغيل أندرويد. من مميزاته كاميرا بدقة 8.1 ميغابكسل، معالج بسرعة 1 Ghz، رسائل نصية، مشغل ملتيميديا، بريد إلكتروني، متصفح إنترنت، شاشة تعمل باللمس.

## مقدمة
تم الإعلان عن الجهاز في اليابان لأول مرة في 1 إبريل 2010 وكان يحمل نظام الإصدار 1.6 وتم الإعلان عن الترقية 2.1 في 31 أكتوبر 2010 مما أدى إلى تحسن كبير في عمر البطارية. وسيتم ترقية الجهاز لنظام (الزنجبيل) 2.3 في الربع الثالث من عام 2011.

## أبعاد الهاتف
119 x 63 x 13 mm
و135 جرام

## النقل والشبكات
- GSM :: 850 / 900 / 1800 / 1900
- HSDPA :: 900 / 1900 / 2100
- HSDPA :: 1700 / 2100 / 900

EDGE
- HSDPA:: 10.2 Mbps
- بلوتوث v2,1
- wifi b\g
- mini usb
- مدخل الصوت mm 3.5

## المعالج
- Qualcomm QSD8250
- GHZ1
- RAM 256mb

## التصوير
- 8 ميقا بكسل
- بحجم 3264x2448 بكسل
- تقريب رقمي : 16 x
- ضبط تلقائي
- تطبيق لتعديل الصور
- حساس الابتسامات وحساس للوجوه
- تصوير فيديو HD

## مواصفات أخرى
- الذاكرة الداخلية 1 GB
- يدعم microSD
- ويرفق بذاكرة سعة 8GB
- ويحتوي على GPRS
- و gps

```
* خرائط google
```

- PlayNow™
- TrackID™
- Microsoft Exchange ActiveSync®
- MMS
- SMS
- Auto rotate
- Gesture control
- Picture wallpaper
- لايدعم Radio fm

## عائلة اكسبيريا
هي عائلة تتضمن الأجهزة التي تحمل نظام اندرويد من شركة سوني اريكسون منها X10 - X10 mini - X10 mini pro - X8 - Arc

## وصلات خارجية
تقرير عن X10